# Les Disques Victo
Les Disques Victo is een Canadees platenlabel, dat opnames uitbrengt die gemaakt zijn op het Festival International de Musique Actuelle de Victoriaville. Het gaat hier om jazz, geïmproviseerde muziek en avant-garde-muziek. Het label bracht in 1987 zijn eerste album uit, een plaat van de gitaristen Fred Frith en René Lussier. Het is gevestigd in Victoriaville.
Musici van wie muziek op het label uitkwam zijn onder meer Anthony Braxton (o.m. met Derek Bailey), Heiner Goebbels met Alfred 23 Harth, Jean Derome, Marilyn Crispell, Konrad Bauer, Elliott Sharpe met Zeena Parkins, New Winds, Boris Kovac, Pino Minafra en Hard Rubber Orchestra.